# Yukari
Yukari (jap.  ゆかり,　ユカリ) – żeńskie imię japońskie.

## Możliwa pisownia
Yukari można zapisać, używając wielu różnych znaków kanji:
- 由加里
- 由香里
- 由佳利
- 由佳梨
- 裕佳里
- 優香理
- 友加里
- 友香里
- 祐果里

## Znane osoby
- Yukari Fukui (裕佳梨), japońska seiyū
- Yukari Higa (ゆかり), japońska mangaka
- Yukari Ichijō (ゆかり), japońska mangaka
- Yukari Kokubun (優香里), japońska seiyū
- Yukari Kondō (ゆかり), japońska curlerka
- Yukari Nakano (友加里), japońska łyżwiarka figurowa
- Yukari Nozawa (由香里), japońska aktorka i seiyū
- Yukari Tachibana (ゆかり), japońska aktorka
- Yukari Tamura (ゆかり), japońska piosenkarka i seiyū

## Fikcyjne postacie
- Yukari Ayatsuji (佳梨), bohaterka serii Amagami
- Yukari Hayasaka (紫), główna bohaterka mangi Paradise Kiss
- Yukari Kashima (由加里), bohaterka mangi i anime Vampire Princess Miyu
- Yukari Kotozume (ゆかり), bohaterka anime KiraKira Pretty Cure a la Mode
- Yukari Sanjō (ゆかり), bohaterka mangi i anime Shugo Chara!
- Yukari Shinomiya (由香里), bohaterka light novel, mangi i anime Kaze no Stigma
- Yukari Sendō (紫), bohaterka mangi i anime Rosario + Vampire
- Yukari Takeba (ゆかり), bohaterka gry Shin Megami Tensei: Persona 3
- Yukari Tanizaki (ゆかり), bohaterka mangi i anime Azumanga Daioh
- Yukari Yakumo (紫), bohaterka serii gier Touhou Project
- Yukari Yuzuki (ゆかり),  japoński Vocaloid 3 generacji